# 阿尔勒方尖碑
阿尔勒方尖碑（法語：Obélisque d'Arles）是一座4世纪罗马方尖碑，矗立于共和国广场中心，法国阿尔勒市政厅前。
阿尔勒方尖碑用小亚细亚红色花岗岩建造，总高约20米。

## 历史

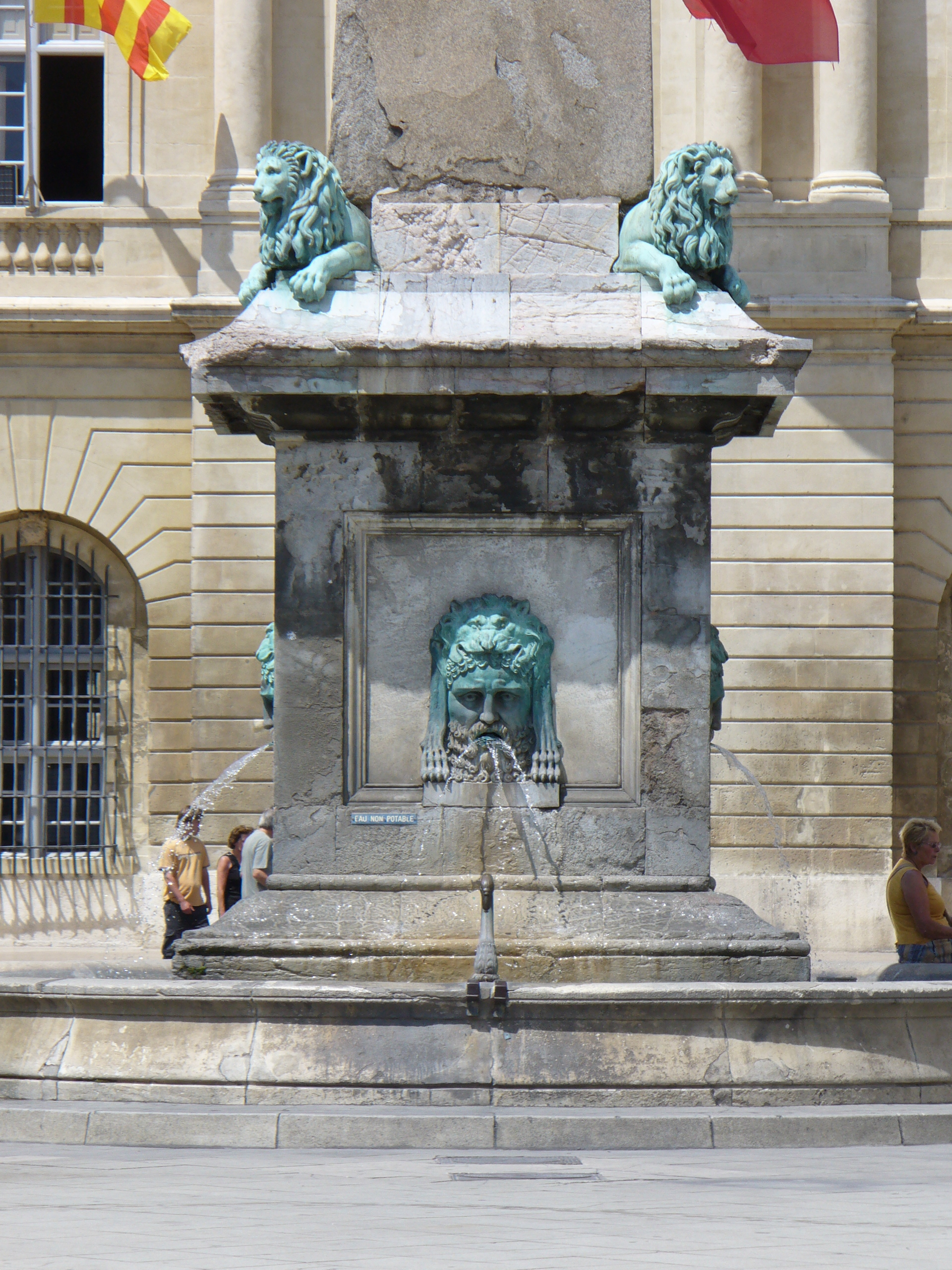
喷泉和雕塑

阿尔勒方尖碑由罗马皇帝君士坦丁二世所立。6世纪，荒废的方尖碑倒塌并裂为两半。17世纪在目前的位置重新树立。

## 保护
阿尔勒方尖碑于1840年被列为法国历史古迹加以保护，1981年又作为阿尔勒的古罗马和罗马式古迹的一部分列为世界遗产。